# Xavier Espot Zamora
Xavier Espot Zamora (pron. catalana: /ʃə.βiˈe əsˈpɔt zəˈmɔ.ɾə/; Escaldes-Engordany, 30 ottobre 1979) è un politico e giudice andorrano; già ministro della giustizia, è l'attuale primo ministro di Andorra, in carica dal 16 maggio 2019.

## Biografia

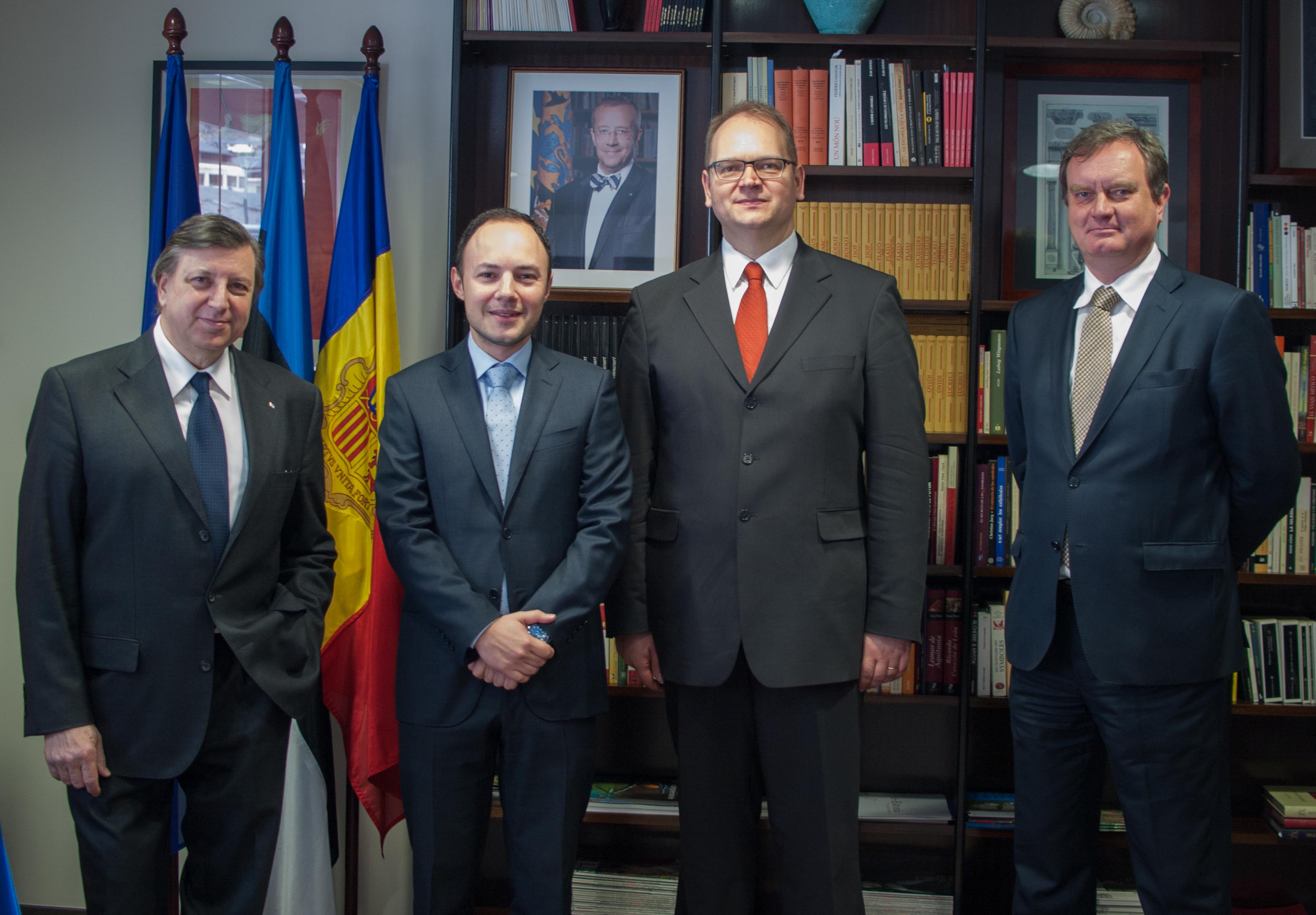
Xavier Espot Zamora (secondo da sinistra), allora ministro della giustizia di Andorra, insieme al console onorario di Estonia Antoni d'Ortodó Lloveras-Puig, al segretario generale del ministero degli affari esteri dell'Estonia Lauri Bambus e all'ambasciatore estone in Andorra Toomas Kahur

Dopo la laurea in legge presso la Esade Business School di Barcellona, ha conseguito un master in giurisprudenza presso la Scuola Superiore di amministrazione e gestione aziendale. Inoltre si è laureato in lettere e filosofia presso la facoltà di filosofia presso l'Università Ramon Llull di Barcellona
Esponente del partito dei Democratici per Andorra e già ministro degli Affari sociali, della Giustizia e dell'Interno sotto il governo di Antoni Martí, dal 25 luglio 2012 al 28 febbraio 2019, dal 16 maggio 2019 è Capo del governo del Principato di Andorra, avendo vinto le elezioni legislative del 2019. Verrà riconfermato nella carica per un secondo mandato a seguito delle consultazioni tenutesi nell'aprile 2023.
L'11 settembre 2023 ha fatto coming out come omosessuale in un'intervista a Radio Nacional d'Andorra.